# John Emery (pilot de bob)
John Emery   (Montreal, 4 de gener de 1932 - 21 de febrer de 2022) fou un pilot de bob quebequès que va competir durant la dècada de 1960. Era germà del també pilot de bob Vic Emery.
El 1964 va prendre part en els Jocs Olímpics d'Hivern d'Innsbruck, on disputà les dues proves del programa de bob. Guanyà la medalla d'or en la prova de bobs a quatre, formant equip amb Peter Kirby, Douglas Anakin i Vic Emery, mentre en la prova del bob a dos fou onzè.